# Осипян Лія Левонівна
Лія Левонівна Осипян (15 січня 1930 , Єреван ) — вірменський ботанік-міколог. Доктор біологічних наук (1970), професор (1972), академік НАН Республіки Вірменія (1996, член-кор. з 1986). Заслужений діяч науки Республіки Вірменія (1980).

## Біографія
У 1952 році закінчила Єреванський державний університет. Потім, до 2005 року, працювала ученим секретарем кафедри, завідувачем кафедри ботаніки біологічного факультету деканом факультету Єреванського державного університету. 

## Діяльність
Праці Лії Осипян стосуються питань теоретичної та прикладної мікології, видового складу, систематики, екології, фізіологічної діяльності грибів. Експериментатор мікології у Вірменії, засновник напрямку. Розробила класифікацію життєвих форм дейтероміцетів, вивчала вплив незвичайних умов на біологічну активність грибів. Один з авторів книги «Латино-російсько-вірменська класифікація основних груп нижчих рослин» (1987).

## Праці
- Паразитные гифальные грибы Армянской ССР, Е., 1962
- Гифальные грибы, Е., 1975
- Определитель грибов Закавказья, Е., 1985 (համահեղինակ).
- Ջրիմուռների, սնկերի և քարաքոսների հիմնական խմբերի դասակարգումը, Ե., 2003: